# Zwota
Zwota este o comună din landul Saxonia, Germania.